# Megophyra mimimultisetosa
Megophyra mimimultisetosa är en tvåvingeart som beskrevs av Feng 2000. Megophyra mimimultisetosa ingår i släktet Megophyra och familjen husflugor.
Artens utbredningsområde är Sichuan (Kina). Inga underarter finns listade i Catalogue of Life.